# 断面曲率
リーマン幾何学において、断面曲率(英: sectional curvature)は、リーマン多様体の曲率を記述する方法のひとつである。断面曲率 K(σp) は p の接空間内の 2次元平面 σp に依存する。断面曲率は曲面のガウス曲率であり、σp 方向の点 p から始まる測地線より得られる p での接平面 σp を持つ（言い換えると、この平面は、p での指数写像の下の像である。断面曲率は、多様体上の 2次元グラスマン多様体のファイバーバンドル上の滑らかな実数値函数である。
断面曲率は、リーマン曲率テンソルを完全に決定する。

## 定義
リーマン多様体のある点上の 2つの線型独立な接ベクトル u と v に対し、断面曲率を
{\displaystyle K(u,v)={\langle R(u,v)v,u\rangle  \over \langle u,u\rangle \langle v,v\rangle -\langle u,v\rangle ^{2}}}
と定義する。ここに R はリーマン曲率テンソルである。
特に u と v が正規直交であれば、
{\displaystyle K(u,v)=\langle R(u,v)v,u\rangle }
である。実際、断面曲率は、p 上の接空間の中で u と v によりはられる 2次元平面 σp に依存する。これを、2次元平面 σp の断面曲率との呼び、K(σp) で表す。

## 定数断面曲率を持つ多様体
定数である断面曲率を持つリーマン多様体は最も単純であり、これらは空間の形(space form)と呼ばれる。計量をリスケールすることにより、3通りの可能性がある。
- 負の曲率 −1, 双曲幾何学
- 曲率 0, ユークリッド幾何学
- 正の曲率 +1, 楕円幾何学

3つの幾何学的なモデルとなる多様体は、双曲空間(hyperbolic space), ユークリッド空間 と単位球面である。これらは、与えられた断面曲率を持つ単連結で完備で単連結なリーマン多様体である。これ以外の単連結の定数曲率を持つ多様体すべては、ある等長(isometries)でこれらを割った商空間である。
（次元が 3 または、それ以上の次元の）連結なリーマン多様体の各々の点に対し、断面曲率は 2-平面とは独立であるので、断面曲率は、実際、多様体全体で定数である。

## 非正な断面曲率を持つ多様体
1928年に、エリー・カルタン(Élie Cartan)はカルタン・アダマールの定理(Cartan–Hadamard theorem)を証明した。M が完備(complete)な多様体で非正の断面曲率を持っているとすると、その普遍被覆はユークリッド空間と微分同相である。特に、この空間は、アスフェリカル(aspherical)である。アスフェルカルとは、i ≥ 2 について、その空間のホモトピー群 {\displaystyle \pi _{i}(M)} が自明となる空間のことである。従って、完備な非性な曲がった多様体の位相構造は、その多様体の基本群により決定される。プリースマンの定理(Preissman's theorem)は、負の曲がったコンパクトな多様体の基本群を限定している定理である。

## 正の断面曲率を持つ多様体
正の曲がった多様体の構造については少ししか知られていない。ソウル定理(soul theorem)(Cheeger & Gromoll 1972; Gromoll & Meyer 1969) は、完備な非コンパクトな非負の曲がった多様体は、コンパクトな非負な曲がった多様体上の法バンドルに微分同相であるという定理である。コンパクトな正の曲がった多様体に対し、2つの古典的な結果が知られている。
- メイヤーの定理（英語版）(Myers theorem)から、そのような多様体の基本群は有限群であることが導かれる。

- シンゲの定理（英語版）(Synge theorem)から、そのような偶数次元の多様体の基本群は、向きつけ可能であれば、0 であり、そうでない場合は {\displaystyle {\mathbb {Z}}_{2}} となることが導かれる。奇数次元の正の曲がった多様体は常に向き付け可能である。

さらに、コンパクトな正の曲がった多様体には、予想は多くあるものの（たとえば、ホップ予想(Hopf conjecture)は、{\displaystyle {\mathbb {S}}^{2}\times {\mathbb {S}}^{2}} の上には正の断面曲率である計量は存在するかについての予想がある）、比較的少ししか例が存在しない。新しい例を構成するもっと典型的な方法は、次のオーニール曲率から出てくる系に従う。{\displaystyle (M,g)} がリー群 G の自由な等長作用を持つリーマン多様体とし、M を G の軌道に直交する 2-平面すべての上で正の断面曲率を持つとすると、商計量をもつ多様体 {\displaystyle M/G} は正の断面曲率を持つ。この事実は、上記の例と同じ、球面や射影空間である古典的は正の曲がった空kなを構成することを可能とする(Ziller 2007)。
- ベルジェ空間(The Berger spaces) {\displaystyle B^{7}=SO(5)/SO(3)} and {\displaystyle B^{13}=SU(5)/Sp(2)\cdot {\mathbb {S}}^{1}}.

- ウォリッシュ空間(Wallach spaces)（あるいは、等質旗多様体） {\displaystyle W^{6}=SU(3)/T^{2}}, {\displaystyle W^{12}=Sp(3)/Sp(1)^{3}} と {\displaystyle W^{24}=F_{4}/Spin(8)}.

- アロフ・ウォリッシュ空間(Aloff–Wallach spaces) {\displaystyle W_{p,q}^{7}=SU(3)/\operatorname {diag} (z^{p},z^{q},{\overline {z}}^{p+q})}.

- エッシェンブルグ空間(Eschenburg spaces) {\displaystyle E_{k,l}=\operatorname {diag} (z^{k_{1}},z^{k_{2}},z^{k_{3}})\backslash SU(3)/\operatorname {diag} (z^{l_{1}},z^{l_{2}},z^{l_{3}})^{-1}.}

- バザイキン空間(Bazaikin spaces) {\displaystyle B_{p}^{13}=\operatorname {diag} (z_{1}^{p_{1}},\dots ,z_{1}^{p_{5}})\backslash U(5)/\operatorname {diag} (z_{2}A,1)^{-1}}, ここに {\displaystyle A\in Sp(2)\subset SU(4)} である。